# ثقافة شرق شبه الجزيرة العربية

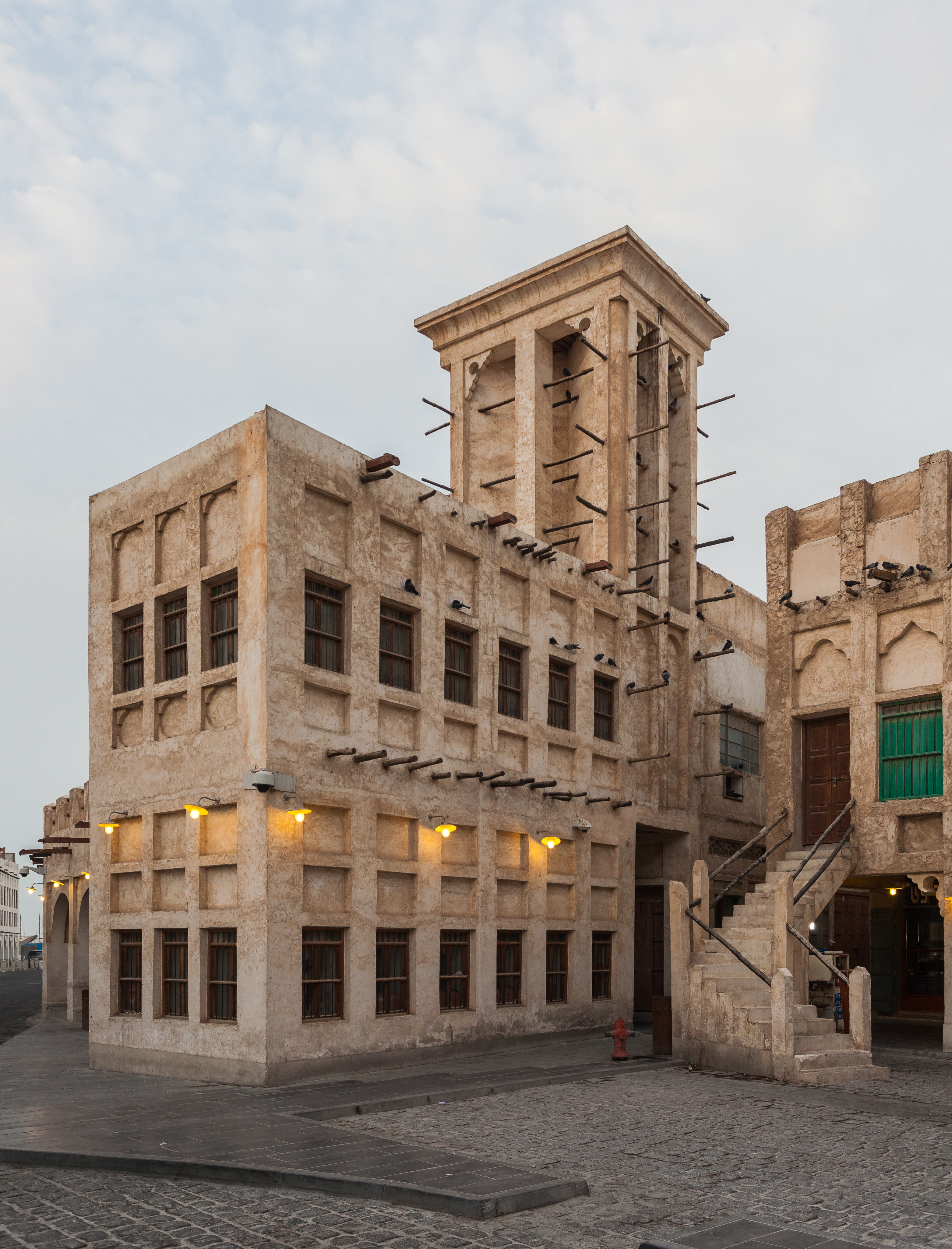
مصدات الرياح ، تسمى باللهجة المحلية بارجيل ، في سوق واقف ، الدوحة

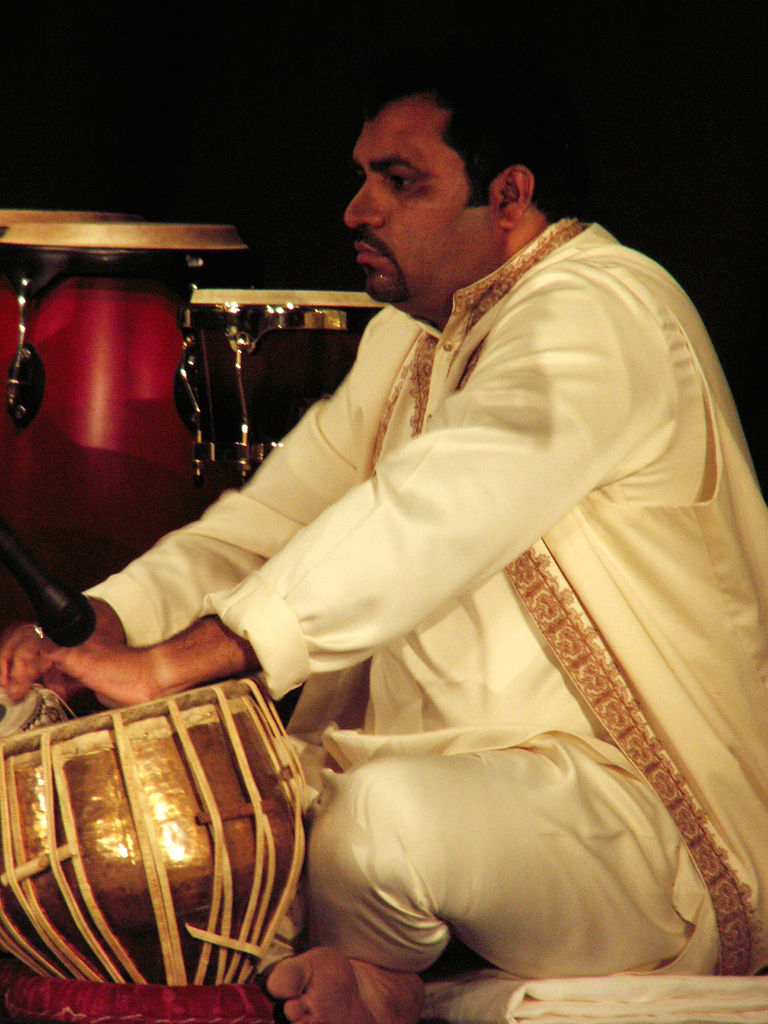
عازف الطبلة في المهرجان الدولي الثامن للموسيقى في الكويت.

هناك ثقافة غنية وقديمة في شرق شبه الجزيرة العربية. لطالما كانت الثقافة في هذه المنطقة موجهة نحو البحر. إن تقليد قرقيعان نصف السنوي متجذر بعمق في الثقافة الخليجية. تشمل المأكولات العربية الشرقية المأكولات البحرية (بما في ذلك المهياوة) والهريس والخبز والبرياني. تشمل السمات الثقافية الأخرى للمنطقة مصدات الرياح (الملقف) والديوانيات.

## نظرة
تشمل ثقافات البحرين والكويت والإمارات العربية المتحدة شرقي المملكة العربية السعودية (القطيف والإحساء) وقطر وشمال عمان وجنوب العراق.

## القرقاعون
القرقاعون هو احتفال سنوي في شرق شبه الجزيرة العربية الذي يقام في الليلة الخامسة عشر من شهر رمضان وهي نفس الليلة التي ولد فيها الحسن بن علي بن أبي طالب سبط الرسول محمد. يتميز القرقاعون بلبس الأطفال الملابس التقليدية والتنقل من باب إلى باب لتلقي الحلويات من الجيران وغناء بعض الأغاني التقليدية. هذا التقليد مستمر منذ مئات السنين ومتجذرة في ثقافة الخليج العربي.
على الرغم من أن الاحتفال بالقرقاعون يشبه الاحتفال بهالووين الذي يمارس فيه خدعة أم حلوى حيث أنه لا يوجد مظاهر للرعب في احتفال القرقاعون ولا يرتبط مع بهالووين بتاتا.

## الموسيقى
تمارس مجموعة متنوعة من أشكال الموسيقى والرقص في المنطقة بما في ذلك يعامل الفجري والطنبورة والصوت والموسيقى الخليجية المعاصرة واليولا والليوة.

### الأدوات الموسيقية
تشمل الأدوات التقليدية العود جنبا إلى جنب مع مجموعة متنوعة من الطبول والمنجور. كذلك يتم استخدام الطنبور.

## اللغة
يتم التحدث بعدد من اللهجات المختلفة للغة العربية في المنطقة بما في ذلك الخليجية والبحرانية. اللغة الكمزارية يتم التحدث بها من قبل الشعب العماني في شبه جزيرة مسندم. الكمزارية هي اللغة الفارسية الوحيدة التي يتحدث بها السكان الأصليون في الدول العربية في الخليج العربي.

## المطبخ
أطباق المنطقة تتضمن الهريس والمأكولات البحرية بما في ذلك مهياوة وبرياني وقورمه سبزي.

## الملابس
لباس المنطقة يتضمن الثوب الطويل (ويسمى أيضا الدشداشة) للرجال والبشت والغترة والعقال.

## وسائل النقل
وسائل النقل التقليدية في المنطقة هي المراكب الشراعية وقوارب العبرات.

## الميزات الثقافية الأخرى
الميزات الثقافية الأخرى في المنطقة تشمل القرقيعان وأبراج الرياح البادجير والبخور والديوانية.

## المؤسسات
تشمل المؤسسات الثقافية في المنطقة شبكة تلفزيون الجزيرة القطرية التي تبث من قطر وقناة العربية السعودية التي تبث من دبي بالإمارات.